# Osyris
Genre
Synonymes
- Casia Duhamel  (1755) [1]
- Colpoon P.J.Bergius  (1767)
- Fusanus L.   (1774)

Osyris (les rouvets) est un genre de plantes de la famille des Santalacées.

## Liste d'espèces
Selon Plants of the World online (POWO) (18 juin 2021) (liste raffinée, version du 28 Avril 2021 et sans synonymes) 
- Osyris alba L.
- Osyris compressa (P.J.Bergius) A.DC.
- Osyris daruma Parsa
- Osyris lanceolata Hochst. & Steud.
- Osyris speciosa ( A.W.Hill) J.C.Manning & Goldblatt

Selon Tropicos (8 juin 2013) (Attention liste brute contenant possiblement des synonymes) :
- Osyris abyssinica Hochst. ex A. Rich.
- Osyris alba L., 1753
- Osyris angustifolia Baker
- Osyris arborea Wall. ex A. DC.
- Osyris densifolia Peter
- Osyris japonica Thunb.
- Osyris laeta Peter
- Osyris lanceolata Hochst. & Steud., 1832
- Osyris mediterranea Bubani
- Osyris oblanceolata Peter
- Osyris parvifolia Baker
- Osyris peltata Roxb.
- Osyris quadripartita Salzm. ex Decne.
- Osyris rhamnoides Scop.
- Osyris rigidissima Engl.
- Osyris rotundata Griff.
- Osyris speciosa ( A.W.Hill) J.C.Manning & Goldblatt , 2000
- Osyris spinescens Mart. & Eichler
- Osyris tenuifolia Engl.
- Osyris urundiensis De Wild.
- Osyris wightiana Wall. ex Wight

## Espèces aux noms synonymes, obsolètes et leurs taxons de référence
Selon The Plant List 15 avril 2013
- Osyris abyssinica Hochst. ex A. Rich. = *Osyris lanceolata Hochst. & Steud.
- Osyris abyssinica var. speciosa A.W. Hill = Osyris speciosa ( A.W.Hill) J.C.Manning & Goldblatt
- Osyris angustifolia Baker = Thesium triflorum  L. f..
- Osyris arborea Wall. ex A. DC. = Osyris lanceolata Hochst. & Steud.
- Osyris arborea var. rotundifolia P.C. Tam = Osyris lanceolata Hochst. & Steud.
- Osyris arborea var. stipitata Lecomte = Osyris lanceolata Hochst. & Steud.
- Osyris densifolia PETER = Osyris lanceolata Hochst. & Steud.
- Osyris japonica Thunb. = Helwingia japonica (Thunb.) F.Dietr..
- Osyris laeta PETER = Osyris lanceolata Hochst. & Steud.
- Osyris mediterranea Bubani = Osyris alba L.
- Osyris oblanceolata PETER = Osyris lanceolata Hochst. & Steud.
- Osyris parvifolia Baker = Osyris lanceolata Hochst. & Steud.
- Osyris peltata Roxb. = Macaranga peltata (Roxb.) Müll.Arg..
- Osyris quadripartita Salzm. ex Decne. = Osyris lanceolata Hochst. & Steud.
- Osyris rhamnoides (L.) Scop. = Elaeagnus rhamnoides (L.) A.Nelson.
- Osyris rigidissima Engl.  = Osyris lanceolata Hochst. & Steud.
- Osyris rotundata Griff. = Dendrotrophe buxifolia (Blume) Miq.
- Osyris schoberi Pall. ex A.DC. [Invalid] = Nitraria schoberi L.
- Osyris spinescens Mart. & Eichler  = Acanthosyris spinescens Griseb.
- Osyris tenuifolia Engl. = Osyris lanceolata Hochst. & Steud.
- Osyris urundiensis De Wild. 	= Osyris lanceolata Hochst. & Steud.
- Osyris wightiana Wall. ex Wight = Osyris lanceolata Hochst. & Steud.
- Osyris wightiana var. rotundifolia (P.C. Tam) P.C. Tam = Osyris lanceolata Hochst. & Steud.
- Osyris wightiana var. stipitata (Lecomte) P.C. Tam = Osyris lanceolata Hochst. & Steud.

## Espèces aux statut non résolu
Selon The Plant List 15 avril 2013
- Osyris compressa A.DC.
- Osyris daruma Parsa
- Osyris divaricata Pilg.
- Osyris nepalensis Griff.
- Osyris pendula Balf.f.
- Osyris quadrifida  Salzm. ex A.DC.